# 圣普莱西尔
圣普莱西尔（法語：Saint-Plaisir，法語發音：[sɛ̃ plɛziʁ]）是法国阿列省的一个市镇，位于该省北部偏西，属于穆兰区。

## 地理
圣普莱西尔（46°37'21"N, 2°58'4"E）面积52.54 平方千米，位于法国奥弗涅-罗讷-阿尔卑斯大区阿列省，该省份为法国中部省份，北起涅夫勒省、西北接谢尔省，西南至克勒兹省，南至多姆山省，东南临卢瓦尔省，东临索恩-卢瓦尔省。
与圣普莱西尔接壤的市镇（或旧市镇、城区）包括：波旁拉尔尚博、库勒夫尔、弗朗谢斯、普济-梅桑日、特讷耶、伊格朗德。

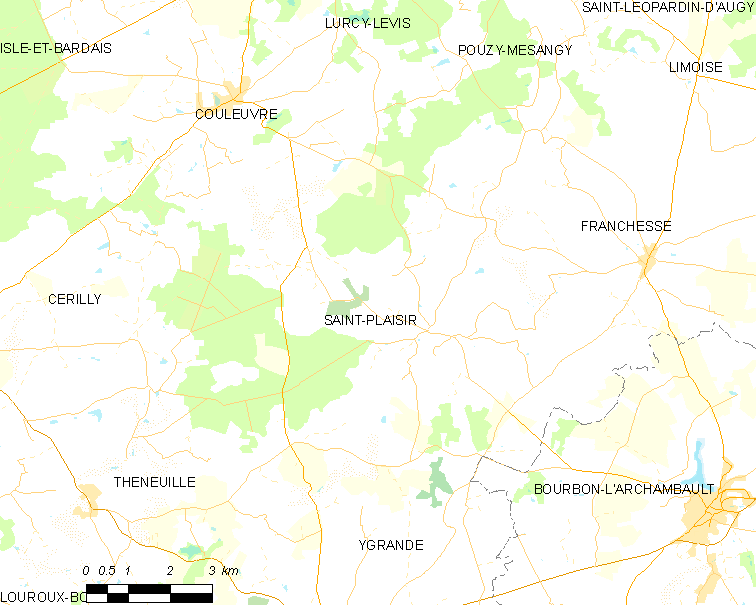
圣普莱西尔的OSM定位图

圣普莱西尔的时区为UTC+01:00、UTC+02:00（夏令时）。

## 行政
圣普莱西尔的邮政编码为03160，INSEE市镇编码为03251。

## 政治
圣普莱西尔所属的省级选区为波旁拉尔尚博县。

## 人口

1962-2008年间圣普莱西尔人口变化图示

圣普莱西尔于2022年1月1日时的人口数量为423人。